# Luís Carlos Lins Wanderley
Luís Carlos Lins Wanderley (Assu, 30 de agosto de 1831 — Natal, 10 de fevereiro de 1890) foi um médico e político brasileiro.
Foi presidente da província do Rio Grande do Norte, de 30 de outubro a 11 de novembro de 1886.
É o patrono da cadeira 6 da Academia Norte-Riograndense de Letras.